# Arkadiusz Uzarewicz
Arkadiusz Uzarewicz (ur. 14 lipca 1928 roku w Dobrzyniu; zm. 13 września 2002 w Toruniu) – polski chemik, profesor chemii organicznej

## Życiorys
Ukończył studia w zakresie chemii organicznej na Uniwersytecie Mikołaja Kopernika w Toruniu w 1955 roku. Pięć lat później obronił pracę doktorską pt. O działaniu dwutlenku selenu na α i β pironeny. Habilitował się w 1964 roku rozprawą zatytułowaną Badania w grupie czterometlocykloheksanu. W 1981 przyznany mu został tytuł profesora nauk chemicznych. Od 1953 był członkiem PTCh, natomiast od 1961 Towarzystwa Naukowego w Toruniu. 
Pełnił funkcję prorektora UMK (1982-1984) oraz prodziekana Wydziału Matematyki, Fizyki i Chemii w latach 1973-1975. Specjalizował się w syntezie związków organicznych i ich borowodorowaniu.

## Odznaczenia
- Nagroda Ministerstwa Oświaty i Szkolnictwa Wyższego (1970)
- Medal Komisji Edukacji Narodowej (1975)
- Srebrna Odznaka UMK (1971)

## Prace badawcze
- Synteza i reakcje toluenosulfonamidów i amin pochodnych sprzężonych i izolowanych cyklicznych dienów (1998)
- "Chemia organiczna z elementami chemii fizjologicznej" wyd. 1978